# 秋田市電
秋田市電（あきたしでん）は、かつて秋田市（秋田市交通局）が経営していた路面電車である。
秋田馬車鉄道という会社が経営していた軌間1391mmの馬車鉄道が、後に秋田電気軌道と改称して軌間を1067mmに改めた上で路面電車化されたものが創始である。その後、戦時体制下の1941年（昭和16年）に交通統制のため市営化され、秋田市電となった。市営化以前は新大工町経由で土崎までの直通をめざすも、秋田駅側（市内線）と土崎駅側（市外線）の中間にできた未開業区間は道路が狭く既存建物の撤去が必要で、用地買収に失敗したため直通を断念し市内線を撤去するという憂き目にも遭ったが、戦後になると撤去された市内線を再建し、路線長・利用客ともに順調な伸びを見せた。
1951年（昭和26年）には、戦前できなかった秋田駅前・土崎間直通を一部ルート変更の上でようやく果たし、翌年の平均乗客数は1日11,000人にものぼる。ラッシュ時は最大6両の続行運転で大量輸送を行い、最盛期を迎えた。
だがモータリゼーションが進んだ1960年代に入ると、並行して秋田中央交通がバスを走らせるようになり、更には市営バスや国鉄線とも競合することになったため、1965年（昭和40年）12月31日限りで休止、翌年3月31日に正式廃止となった。

## 路線データ
1959年当時
- 路線距離：総延長7.7km（全線単線）
  - 秋田市内線：秋田駅前 - 土崎間7.3km
  - 新大工町線：表鉄砲町 - 新大工町間0.4km
- 電化方式：直流600V架空単線式
  - 旭川変電所、常用1、回転変流器（300kW）、予備2、回転変流器（150kW）、製造所三菱電機[3]
- 車庫：表鉄砲町信号所の東側にバス車庫と併設（現在の秋田中央郵便局と保戸野保育所の位置）

## 沿革

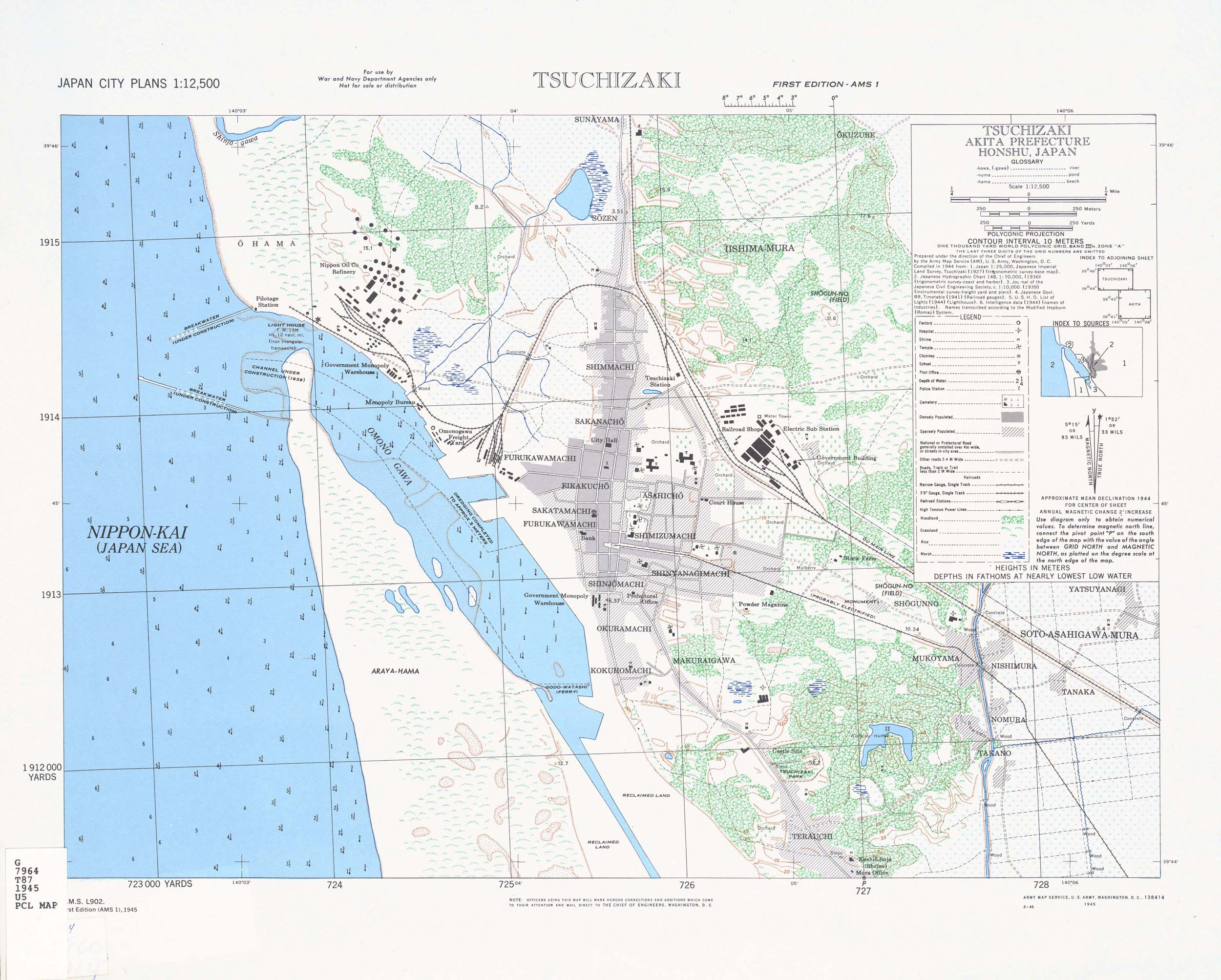
米軍作成の土崎地図

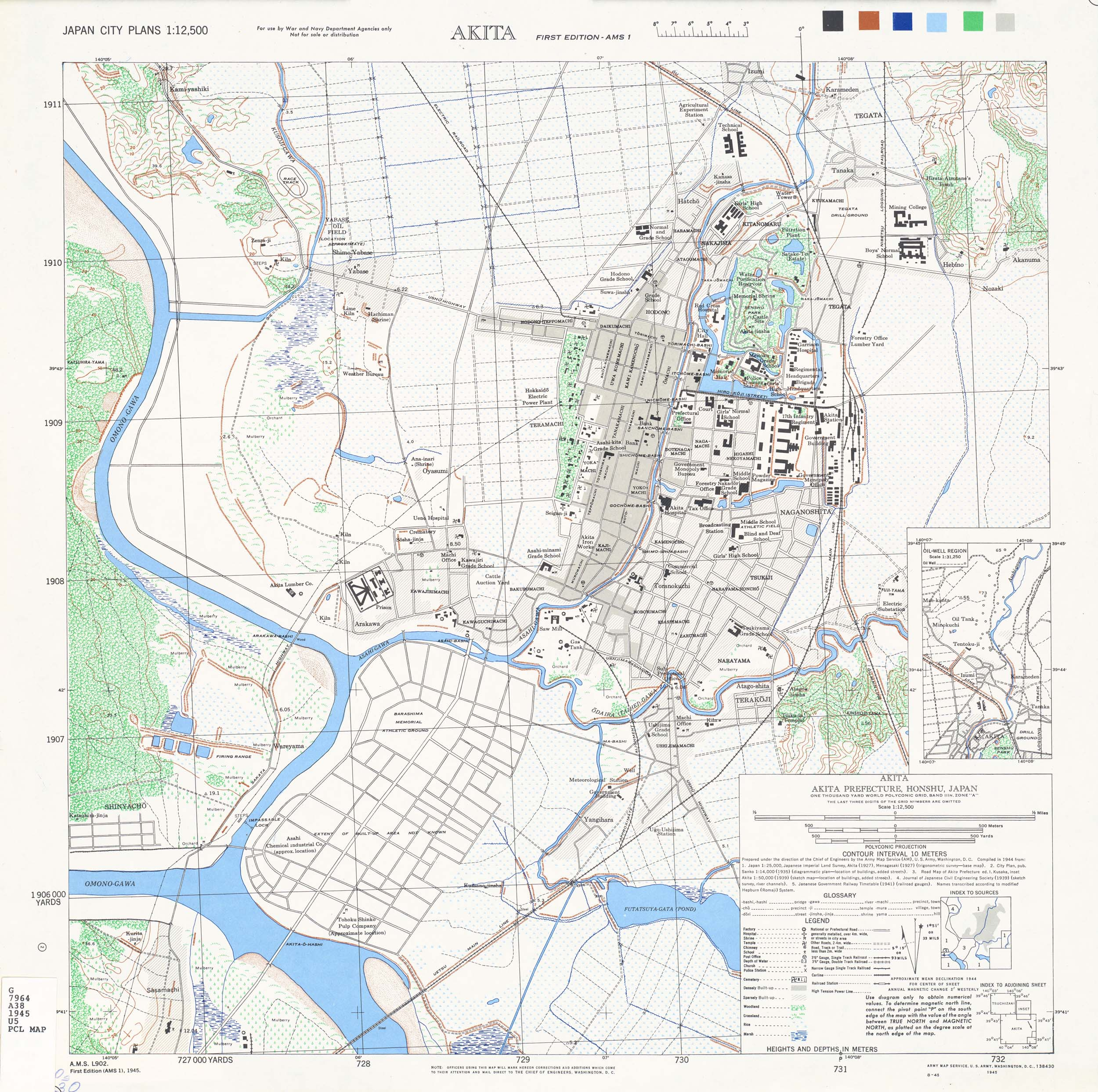
米軍作成の秋田市地図

- 1888年（明治21年）6月28日 - 軌道特許下付[4]
- 1889年（明治22年）
  - 7月3日 - 本社において開業式挙行[5]
  - 7月14日 - 秋田馬車鉄道[6]、秋田（後の新大工町） - 土崎間で営業開始[7]（馬14頭、客車5両使用[8]）
- 1902年（明治35年）10月21日 - 競合路線となる奥羽北線の五城目 - 秋田間開通。
- 1909年（明治42年） - 秋田軌道[9]と改称[10]
- 1916年（大正5年）10月24日 - 秋田軌道に対し軌道特許状下付（秋田市新大工町-南秋田郡土崎港町間 動力馬力）[11]
- 1920年（大正9年） - 秋田電気軌道（本社所在地大阪市西区）[12]と改称[13]
- 1921年（大正10年）4月11日 - 動力変更許可（動力 電気）[13]
- 1922年（大正11年）1月21日 - 全線を電化し、路面電車となる[注釈 1]
- 1925年（大正14年） - 新大工町より市内各所への乗合自動車営業開始[15]
- 1928年（昭和3年）4月27日 - 秋田電気軌道に対し軌道特許状下付[16]
- 1930年（昭和5年）
  - 5月26日 - 秋田電車株式会社[7][17]設立（代表取締役栗原源蔵[18]）
  - 9月12日 - 秋田電車に軌道敷設権譲渡[19]
- 1931年（昭和6年）12月17日 - 秋田駅前 - 県庁前間開通[7]。開通区間を市内線、既存路線を市外線とする
- 1932年（昭和7年）2月15日 - 県庁前 - 大町二丁目間開通[7]
- 1933年（昭和8年）8月17日 - 軌道特許失効（昭和3年4月27日軌道特許分 指定ノ期限マテニ工事施工ノ認可申請ヲ為ササルタメ）[20]
- 1939年（昭和14年）
  - 10月7日 - 起業廃止許可（秋田市大町二丁目-同市新大工町間）[21]
  - 11月7日 - 秋田駅前-大町二丁目間廃止[22]
- 1940年（昭和15年）4月 - 秋田駅前 - 大町二丁目間軌道撤去
- 1941年（昭和16年）
  - 3月29日 - 秋田市譲渡許可[4]
  - 4月1日 - 秋田市交通課に路線・車両設備譲渡
  - 10月 - 秋田電車会社解散[14]
- 1945年（昭和20年）9月21日 - 運輸課と改称
- 1950年（昭和25年）
  - 9月1日 - 保戸野信号所（後の表鉄砲町） - 県庁前間開通
  - 12月19日 - 遊園地停留所を将軍野停留所に改称[23]
- 1951年（昭和26年）
  - 2月7日 - 秋田駅前 - 県庁前間再開通、秋田 - 土崎間を直通運転とし同区間を秋田市内線、支線と化した表鉄砲町 - 新大工町間を新大工町線とする
  - 8月 - 交通局と改称
- 1953年（昭和28年）
  - 月不明 - 秋田市建都350年祭の花電車を運行[注釈 2][注釈 3]
  - 6月 - バス路線である新国道（現在の秋田県道56号秋田天王線）の舗装が完成し、バスの運行本数が急増する[24]
  - 8月1日 - 保安隊前停留所を新設し[23]、将軍野停留所に待合室とホーム屋根を設置[25]
- 1954年（昭和29年）
  - 7月1日 - 保安隊前停留所を自衛隊前停留所に改称[23]
  - 8月1日 - 新国道停留所をスポーツセンター前停留所に改称[23]
  - 12月11日 - スポーツセンター前停留所を体育館前停留所に改称[23]
- 1958年（昭和33年）7月1日 - 秋田市交通局が保戸野寺の腰の新庁舎に移転。電車課を新大工町から新庁舎に移転[26]
- 1959年（昭和34年）
  - 4月1日 - 新大工町線を廃止[27][28]。新大工町停留所の付属建物は車庫付属の整備工場になる[注釈 4]
  - 9月1日 - 電車新車庫落成[30]
  - 月不明 - 県庁前停留所を大町二丁目停留所に、体育館前停留所を県庁前停留所に改称[23]
- 1961年（昭和36年）10月 - 第16回国民体育大会関係者のバス輸送のため、早朝・夜間を除き秋田駅前 - 交通局前（仮設停留所）間を運休する。利用者からの不評よりも好評の声が多く、市電不要論に拍車を掛けた[32]
- 1963年（昭和38年）9月 - 木内前停留所と大町二丁目停留所を廃止、産業会館前停留所を新設[23]
- 1965年（昭和40年）7月 - 表鉄砲町停留所を廃止[23]
- 1966年（昭和41年）
  - 1月1日 - 営業休止
  - 3月31日 - 全線廃止

## 停留所一覧
1962年（昭和37年）当時。営業キロが「*.*」となっているものは、1962年以前の廃止または以後の新設停留所。
| 停留所名   | 営業キロ | 接続路線                                   | 備考                                                                                           |
| ---------- | -------- | ------------------------------------------ | ---------------------------------------------------------------------------------------------- |
| 秋田駅前   | 0.0      | 日本国有鉄道：奥羽本線・羽越本線（秋田駅） | 停留所所在地は後の秋田駅西口バスターミナル付近に相当。                                         |
| 連隊前     | *.*      |                                            |                                                                                                |
| 公園前     | 0.6      |                                            |                                                                                                |
| 木内前     | 0.9      |                                            | 1963年（昭和38年）9月廃止                                                                      |
| 産業会館前 | *.*      |                                            | 木内前・大町二丁目廃止に伴い新設                                                               |
| 大町二丁目 | 1.1      |                                            | 県庁前→1959年（昭和34年）大町二丁目、1963年（昭和38年）9月廃止                                 |
| 田中町     | 1.5      |                                            |                                                                                                |
| 県庁前     | 2.0      |                                            | 新国道→1954年（昭和29年）8月1日スポーツセンター前→12月11日体育館前→県庁前                      |
| 表鉄砲町   | 2.2      |                                            | 1965年（昭和40年）7月廃止                                                                      |
| 日吉       | 3.5      |                                            |                                                                                                |
| 外旭川     | *.*      |                                            |                                                                                                |
| 八柳       | 5.2      |                                            |                                                                                                |
| 将軍野     | 6.0      |                                            | 交換駅。向山→遊園地→1950年（昭和25年）12月19日将軍野                                           |
| 自衛隊前   | 6.3      |                                            | 1953年（昭和28年）8月1日保安隊前→1954年（昭和29年）7月1日自衛隊前                              |
| 竜神通     | 6.9      |                                            |                                                                                                |
| 土崎       | 7.3      |                                            | 奥羽本線の土崎駅から約900mほど南に離れた別駅である。島式1面2線のプラットホームと駅舎を有した。 |

- このほかに表鉄砲町の交通局庁舎北側から東に分岐していた新大工町線（単線0.5km[28]。）の起点・新大工町があったが1959年（昭和34年）4月1日廃止されている 。新大工町は秋田駅前 - 土崎全通以前の秋田市街側のターミナルであった。

## 輸送・収支実績
| 年度 | 輸送人員（人） | 貨物量（トン） | 営業収入（円） | 営業費（円） | 営業益金（円） | その他益金（円） | その他損金（円）        | 支払利子（円） |
| ---- | -------------- | -------------- | -------------- | ------------ | -------------- | ---------------- | ----------------------- | -------------- |
| 1908 | 124,250        |                | 10,110         | 9,210        | 900            |                  |                         |                |
| 1909 | 139,374        |                | 10,866         | 9,377        | 1,489          |                  |                         | 389            |
| 1910 | 156,179        |                | 12,608         | 10,958       | 1,650          |                  |                         |                |
| 1911 | 174,009        |                | 13,708         | 12,057       | 1,651          |                  |                         |                |
| 1912 | 16,863         |                | 13,220         | 11,468       | 1,752          |                  |                         |                |
| 1913 | 133,360        |                | 13,639         | 10,734       | 2,905          | 利子95           |                         |                |
| 1914 | 132,526        |                | 13,370         | 9,920        | 3,450          | 利子50           |                         |                |
| 1915 | 116,645        |                | 12,490         | 8,916        | 3,574          | 利子51           |                         |                |
| 1916 | 130,208        |                | 13,569         | 9,693        | 3,876          |                  |                         |                |
| 1917 | 145,230        |                | 15,244         | 11,386       | 3,858          |                  |                         |                |
| 1918 | 143,645        |                | 19,963         | 15,707       | 4,256          |                  |                         |                |
| 1919 | 115,204        |                | 20,533         | 17,183       | 3,350          |                  |                         |                |
| 1920 | 124,670        |                | 25,541         | 19,027       | 6,514          |                  |                         |                |
| 1921 | 80,052         | 1,362          | 15,429         | 11,927       | 3,502          |                  |                         |                |
| 1922 | 175,273        |                | 44,763         | 19,611       | 25,152         |                  |                         |                |
| 1923 | 183,124        |                | 59,310         | 58,955       | 355            |                  |                         |                |
| 1924 | 366,648        |                | 51,476         | 42,599       | 8,877          |                  |                         |                |
| 1925 | 394,897        | 610            | 53,580         | 42,507       | 11,073         |                  | 償却金7,171             |                |
| 1926 | 418,077        | 90             | 52,712         | 39,753       | 12,959         |                  | 償却金11,500            | 203            |
| 1927 | 422,576        | 717            | 50,201         | 39,244       | 10,957         |                  | 償却金5,000             | 2,165          |
| 1928 | 494,991        | 272            | 54,723         | 42,845       | 11,878         |                  |                         | 10,768         |
| 1929 | 484,451        | 651            | 51,504         | 39,304       | 12,200         |                  |                         | 11,988         |
| 1930 | 513,859        | 495            | 47,614         | 43,876       | 3,738          |                  |                         | 7,744          |
| 1931 | 646,512        | 366            | 46,909         | 34,792       | 12,117         |                  | 償却金2,208             | 7,270          |
| 1932 | 908,441        | 343            | 62,088         | 42,157       | 19,931         |                  | 自動車及雑損17,225      | 7,021          |
| 1933 | 899,178        | 263            | 58,839         | 41,299       | 17,540         |                  | 自動車6償却金雑損17,912 | 6,217          |
| 1934 | 926,116        | 322            | 61,634         | 46,136       | 15,498         | 自動車4,797      | 償却金11,395            | 6,792          |
| 1935 | 833,732        | 217            | 53,876         | 43,930       | 9,946          | 自動車2,071      | 償却金5,143             | 5,838          |
| 1936 | 714,249        | 115            | 44,249         | 38,128       | 6,121          |                  | 自動車112償却金1,572    | 5,576          |
| 1937 | 756,472        | 142            | 46,227         | 39,254       | 6,973          | 自動車1,293      | 償却金3,824             | 6,973          |

- 鉄道院年報、鉄道院鉄道統計資料、鉄道省鉄道統計資料、鉄道統計資料、鉄道統計各年度版

## 車両
全廃まで集電装置はトロリーポールを使用していた。公営の路面電車では最後の使用路線である。主幹制御器は全車直接式を使用した。単車はハンドブレーキを常用し、ボギー車はエアブレーキを常用した。ボギー車はいずれも東京都電からの中古車や同系列の設計で新製された車両で、塗装色も東京都電と類似していた。冬季、積雪時は営業車にスノープロウを取り付けて除雪していた。

### 馬車鉄道の車両
開業にあたり三田機械製作所に客車を注文している。
1890年（明治23年）下期の営業報告書によれば下記の車両を保有していた。
- 客馬車、第1・2号、2頭曳、36人乗り、2両
- 客馬車、第1号、1頭曳、16人乗り、1両
- 客馬車夏用、第1号、2頭曳、36人乗り、1両
- 荷馬車、第2号、2頭曳、2トン半、1両
- 母衣馬車、1頭曳、6人乗り、1両
- ドコービル形、雪払兼用、1両
- 荷車、第1・2号、2両

### 市営化以前からの引き継ぎ車両
100形
1921年（大正10年）日本電機車輌製の木造単車。このうち101 - 104（秋田市交通課に引き継ぎ時点では1 - 4。のちに改番した。）は秋田電気鉄道が電車運転開始時に導入した。丸屋根でドアが付いており寒冷地を考慮した構造である。新造された1 - 6の6両が入線したがわずか8年後の1929年（昭和4年）京浜自動車工業にて4両が車体更新を行なった。市営化以前の1930年（昭和5年）に傷みがひどく修理不能な2両を廃車するために車両の新製増備を申請しているが、廃車された2両がどの車両を示すのか不明。定員46名だが引き継ぎ時の資料には36名と記されている。
110形
廃車予定車両の置き換え用に新製された。111、112は1930年（昭和5年）新潟鐵工所の製造で定員50人。113は111、112と同型車で1931年（昭和6年）新潟鐵工所の製造で路線延長計画を考慮しての増備。101 - 104、112は1953年（昭和28年） - 1955年（昭和30年）に廃車。111、113は20形と混用され、1959年（昭和34年）新大工町線の廃止と200形の登場でラッシュ時専用の予備車になって1962年（昭和37年）頃まで使用された。

### 市営化以降の入線車両

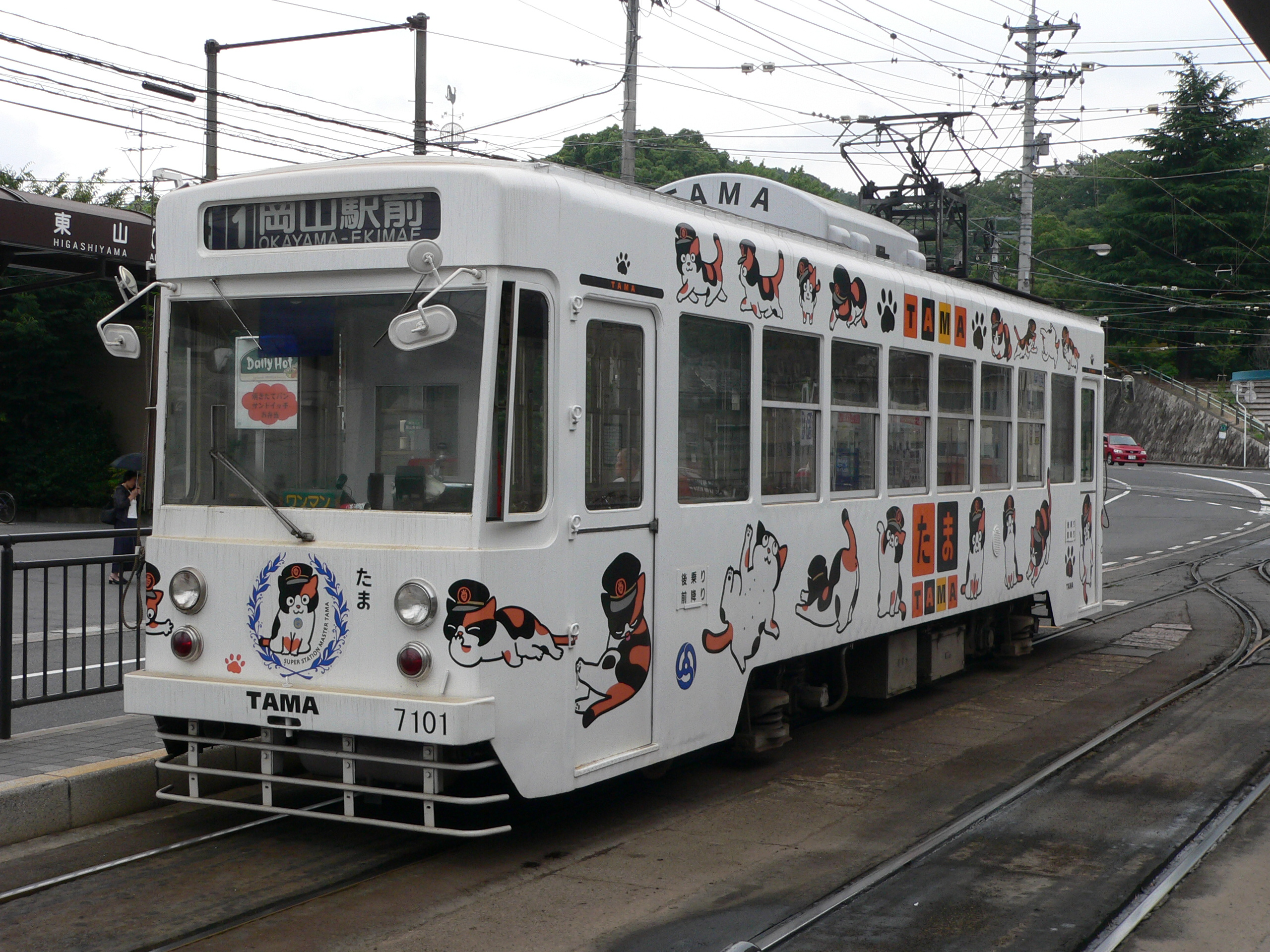
岡山電気軌道に譲渡されて車体更新を受け7100形になった旧秋田市電200形

20形
1930年（昭和5年）汽車製造製の半鋼製単車。元旭川市街軌道22形で 1948年（昭和23年） に22・23・25・26が入線した。寒冷地の旭川市で使用されていたので丸屋根で、ドアが付いた密閉式の運転台をもっている。廃線時、もはや二軸単車の時代でなかったため、他社へ譲渡されることもなく廃車となった。
80形
元京都電気鉄道（後の京都市電）の木造単車で、梅鉢鐵工所製、製造年不詳。名古屋市電を経て1946年（昭和21年）にN85（またはN98）・N86・N88・N89・N93・N95・N97が入線。車番からNを外して使用した（N85とN98については名古屋鉄道譲渡分との情報の錯綜があり、N85を名鉄、N98を秋田市交とする説あり。名鉄モ90形電車 (2代)も参照）。寒冷地で使用することからオープンデッキ部に折り戸を設置した。1950年（昭和25年） - 1953年（昭和28年）に廃車。
30形
1953年（昭和28年）に東京都電の中古車体を日本建鉄で改造して入線した半鋼製ボギー車。東京都電では3000形に改造の際に半鋼製車体を新造して電装品や台車は再利用したので、不要となった車体を譲り受けて高床式台車を組み合わせた。31 - 35が在籍した。このうち31・32は元東京都電3000形3233・3234で元の木造車体をなぞる形での鋼体化を行なった。33 - 35は元都電150形で当初から半鋼製車体である。元来車輪径660mmの低床式台車を装備していた車体に車輪径790mmの高床式台車を組み合わせたため、全高が高かった。車高の上がった分停留所のホームに高さを合わせるためステップを継ぎたし、ドアは交換していた。秋田市電全廃と同時に廃車。33号車は秋田市内の幼稚園に寄贈され図書館として使用されたが昭和60年頃までに老朽化のため解体された。
60形
1951年（昭和26年）日立製作所製の半鋼製ボギー車。各地に存在した東京都電6000形のコピー車両の一つだが、前照灯はオリジナルの前面窓下と異なり前面窓上に設置されていた。廃止後、4両は南海電気鉄道に譲渡され、同社和歌山軌道線の251形となった。集電装置をパンタグラフに変え、和歌山軌道線の多くの車両同様に前照灯を2灯化したが、同線の廃止により譲渡からわずか5年で廃車となっている。
200形

1959年（昭和34年）日本車輌製の全金属製ボギー車。60形の近代化改良型。アルミサッシと鋼板プレスドアを採用し、ドアエンジンを装備した。側面窓上段とドアのガラスはHゴムで支持していた。前面中央の窓が60形より広い。台車は日本車輌製で201がNS-14、202は少改良を施したNS-14A。いずれもローラーベアリング軸受付きで一体鋳鋼フレームに枕ばね・軸ばね共にコイルばねを使用し、弾性車輪を装備して防音防振に配慮した。全廃後、201、202の2両とも岡山電気軌道に譲渡され1000形となった（その際、集電装置をトロリーポールから石津式パンタグラフに変更）。1981年（昭和56年）に車体を載せ替えて7100形に更新されている。